# Алгоритм де Кастельє
В обчислювальній математиці алгоритм де Кастельє (або також алгоритм де Кастельжо), названий на честь його винахідника Поля де Кастельє — рекурсивний метод визначення форми поліномів Бернштейна або кривих Безьє. Алгоритм де Кастельє також може бути використаний для поділу кривої Безьє на дві частини за довільним значенням параметра {\displaystyle (t)}.
Перевагою алгоритму є його вища обчислювальна стійкість у порівнянні з прямим методом.

## Опис
Заданий многочлен Бернштейна B ступеня n з опорними точками {\displaystyle \beta _{0},\ldots ,\beta _{n}}
{\displaystyle B(t)=\sum _{i=0}^{n}\beta _{i}b_{i,n}(t),}
де b — базис многочлена Бернштейна, многочлен в точці t0 може бути визначений за допомогою рекурентного співвідношення:
{\displaystyle \beta _{i}^{(0)}:=\beta _{i}{\mbox{,}}i=0,\ldots ,n}
{\displaystyle \beta _{i}^{(j)}:=\beta _{i}^{(j-1)}(1-t_{0})+\beta _{i+1}^{(j-1)}t_{0}{\mbox{,}}i=0,\ldots ,n-j{\mbox{,}}j=1,\ldots ,n}
Тоді визначення {\displaystyle B} в точці {\displaystyle t_{0}} може бути визначено в {\displaystyle n} кроків алгоритму. Результат {\displaystyle B(t_{0})} дано за: 
{\displaystyle B(t_{0})=\beta _{0}^{(n)}.}
Також, крива Безьє {\displaystyle B} може бути розділена в точці {\displaystyle t_{0}} на дві криві з відповідними опорними точками: 
{\displaystyle \beta _{0}^{(0)},\beta _{0}^{(1)},\ldots ,\beta _{0}^{(n)}}
{\displaystyle \beta _{0}^{(n)},\beta _{1}^{(n-1)},\ldots ,\beta _{n}^{(0)}}

## Приклад реалізації
Ось приклад реалізації алгоритму де Кастельє в Haskell:
```
deCasteljau
 
::
 
Double
 
->
 
[(
Double
,
 
Double
)]
 
->
 
(
Double
,
 
Double
)

deCasteljau
 
t
 
[
b
]
 
=
 
b

deCasteljau
 
t
 
coefs
 
=
 
deCasteljau
 
t
 
reduced

  
where

    
reduced
 
=
 
zipWith
 
(
lerpP
 
t
)
 
coefs
 
(
tail
 
coefs
)

    
lerpP
 
t
 
(
x0
,
 
y0
)
 
(
x1
,
 
y1
)
 
=
 
(
lerp
 
t
 
x0
 
x1
,
 
lerp
 
t
 
y0
 
y1
)

    
lerp
 
t
 
a
 
b
 
=
 
t
 
*
 
b
 
+
 
(
1
 
-
 
t
)
 
*
 
a

```

## Приклад
Ми хочемо розбити поліном Бернштейна 2-го ступеня з коефіцієнтами Бернштейна:
{\displaystyle \beta _{0}^{(0)}=\beta _{0}}
{\displaystyle \beta _{1}^{(0)}=\beta _{1}}
{\displaystyle \beta _{2}^{(0)}=\beta _{2}}
у точці t0.
Почнемо рекурсію з
{\displaystyle \beta _{0}^{(1)}=\beta _{0}^{(0)}(1-t_{0})+\beta _{1}^{(0)}t_{0}=\beta _{0}(1-t_{0})+\beta _{1}t_{0}}
{\displaystyle \beta _{1}^{(1)}=\beta _{1}^{(0)}(1-t_{0})+\beta _{2}^{(0)}t_{0}=\beta _{1}(1-t_{0})+\beta _{2}t_{0}}
і друга ітерація рекурсії зупиняється у
{\displaystyle {\begin{aligned}\beta _{0}^{(2)}&=\beta _{0}^{(1)}(1-t_{0})+\beta _{1}^{(1)}t_{0}\\\ &=\beta _{0}(1-t_{0})(1-t_{0})+\beta _{1}t_{0}(1-t_{0})+\beta _{1}(1-t_{0})t_{0}+\beta _{2}t_{0}t_{0}\\\ &=\beta _{0}(1-t_{0})^{2}+\beta _{1}2t_{0}(1-t_{0})+\beta _{2}t_{0}^{2}\end{aligned}},}
яка очікувано є многочленом Бернштейна ступеня 2.

## Крива Безьє
При оцінці кривої Безьє ступеня N в 3-вимірному просторі з N+1 опорною точкою Pi
{\displaystyle \mathbf {B} (t)=\sum _{i=0}^{n}\mathbf {P} _{i}b_{i,n}(t){\mbox{ , }}t\in [0,1]}
за
{\displaystyle \mathbf {P} _{i}:={\begin{pmatrix}x_{i}\\y_{i}\\z_{i}\end{pmatrix}}}.
ми можемо розбити криву Безьє на три окремі рівняння:
{\displaystyle B_{1}(t)=\sum _{i=0}^{n}x_{i}b_{i,n}(t){\mbox{ , }}t\in [0,1]}
{\displaystyle B_{2}(t)=\sum _{i=0}^{n}y_{i}b_{i,n}(t){\mbox{ , }}t\in [0,1]}
{\displaystyle B_{3}(t)=\sum _{i=0}^{n}z_{i}b_{i,n}(t){\mbox{ , }}t\in [0,1],}
які ми оцінюємо окремо, використовуючи алгоритм де Кастельє.

## Геометрична інтерпретація
Геометрична інтерпретація алгоритму де Кастельє проста:
- Задана крива Безьє з опорними точками {\displaystyle \scriptstyle P_{0},...,P_{n}}. Поєднавши послідовно опорні точки з першої по останню, отримуємо ламану лінію.
- Поділяємо кожний отриманий відрізок цієї ламаної в співвідношенні {\displaystyle t:(1-t)} та з'єднуємо отримані точки. Внаслідок отримуємо ламану лінію з кількістю відрізків, меншим на один, ніж вихідна ламана лінія.
- Повторюємо процес до тих пір, поки не отримаємо єдину точку. Ця точка і буде точкою на заданій кривій Безьє з параметром {\displaystyle t}.

Наступна ілюстрація демонструє цей процес для кубічної кривої Безьє:
Слід зауважити, що отримані в процесі побудови проміжні точки є опорними точками для двох нових кривих Безьє, що в точності збігаються з вихідною, і в сукупності дають вихідну криву Безьє. Цей алгоритм не лише визначає точку кривої для значення {\displaystyle t}, але і ділить криву на дві частини в точці, що відповідає параметру {\displaystyle t}, а також надає опис двох окремих кривих у формі Безьє (у параметричному вигляді).
Описаний алгоритм справедливий для нераціональних кривих Безьє. Для обчислення раціональних кривих в {\displaystyle \mathbf {R} ^{n}}, можна спроектувати точку в {\displaystyle \mathbf {R} ^{n+1}}; наприклад крива в тривимірному просторі повинна мати опорні точки {\displaystyle \{(x_{i},y_{i},z_{i})\}} і ваги {\displaystyle \{w_{i}\}} спроектовані в вагові опорні точки {\displaystyle \{(w_{i}x_{i},w_{i}y_{i},w_{i}z_{i},w_{i})\}}. Потім зазвичай алгоритм переходить до інтерполяції в {\displaystyle \mathbf {R} ^{4}}. Отримані чотиривимірні точки можуть бути спроектовані назад в тривимірний простір за допомогою перспективного ділення (однорідні координати точки діляться на «вагу» {\displaystyle \{w_{i}\}}).
У цілому, операції з раціональними кривими (або поверхнями) еквівалентні операціям з нераціональними кривими в проективному просторі. Представлення опорних точок як «вагових» часто буває зручно для визначення раціональних кривих.